# Mr. K.K.
Mr. K.K. drugi je studijski album hrvatskog jazz pijaniste i skladatelja Matije Dedića. Album je 2000. godine objavila diskografska kuća Dancing Bear.

## O albumu
Matija Dedić je svoj drugi studijski album posvetio nedavno preminulom Kennyju Kirklandu, pijanistu koji je imao velik utjecaj na njegov rad. Album je snimljen u ljubljanskom studiju Metro sredinom 1999. godine, a snimatelj je bio Janez Križaj, koji uz Dedića, Krunoslava Levačića i Žigu Goloba potpisuje i produkciju. Autor svih skladbi na albumu je Matija Dedić osim "Henio Eke" (Stjepan Barišić Gego) i "Medley" (Arsen Dedić, tema "Laura" iz TV serije U registraturi, Tamara Obrovac "Prez Besid"). Mr. K.K. prvenstveno je klavirski album, a Matija Dedić i njegovo klavirsko eksperimentiranje nose glavnu ulogu na njemu. Nakon snimanja albuma dolazi do promjene u postavi tria te umjesto Žiga Goloba dolazi Mladen Baraković.
Prilikom snimanja albuma ostvarena je suradnja s Boilersima i Tamarom Obrovac. Veliki odraz na snimljeni materijal imalo je Dedićevo poznavanje tradicije jazza i klasične glazbe, kao i novih svjetskih kretanja poput glazbe Brada Mehldaua i drugih otvorenih modernih glazbenika
Godine 2001. Matija Dedić osvaja nagradu Porin u kategoriji najbolji jazz album.

## Popis pjesama
| Br. | Skladba         | Autor                      | Trajanje |
| --- | --------------- | -------------------------- | -------- |
| 1.  | »Another Dream« | Matija Dedić               | 9:34     |
| 2.  | »Mr. K.K.«      | Dedić                      | 9:33     |
| 3.  | »Gorgondola«    | Dedić                      | 7:05     |
| 4.  | »Family«        | Dedić                      | 9:23     |
| 5.  | »Popey Wopey«   | Dedić                      | 6:36     |
| 6.  | »Medley«        | Arsen Dedić/Tamara Obrovac | 13:28    |
| 7.  | »Henio Eke«     | Stjepan Barišić Gego       | 7:32     |

## Izvođači
- Matija Dedić – glasovir
- Krunoslav Levačić – bubnjevi
- Žiga Golob – kontrabas